# Ломниця (Згожелецький повіт)
Ломниця (пол. Łomnica, нім. Lomnitz) — село в Польщі, у гміні Згожелець Згожелецького повіту Нижньосілезького воєводства.
Населення — 123 особи (2021).
У 1975-1998 роках село належало до Єленьогурського воєводства.

## Демографія
Демографічна структура станом на 2021 рік:
|          | Загалом | Допрацездатний вік | Працездатний вік | Постпрацездатний вік |
| -------- | ------- | ------------------ | ---------------- | -------------------- |
| Чоловіки | 62      | 14                 | 41               | 7                    |
| Жінки    | 61      | 11                 | 32               | 18                   |
| Разом    | 123     | 25                 | 73               | 25                   |

## Галерея

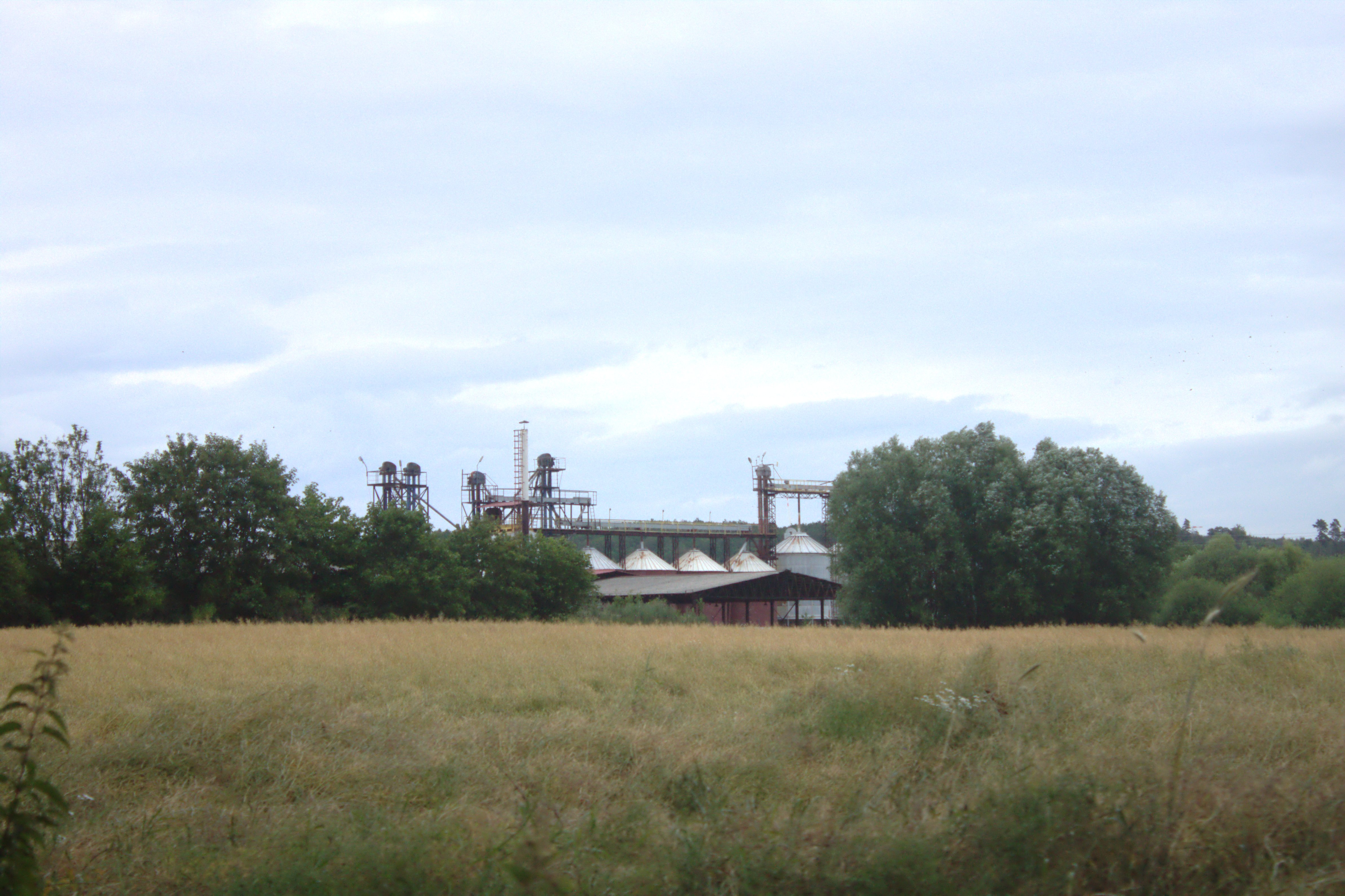
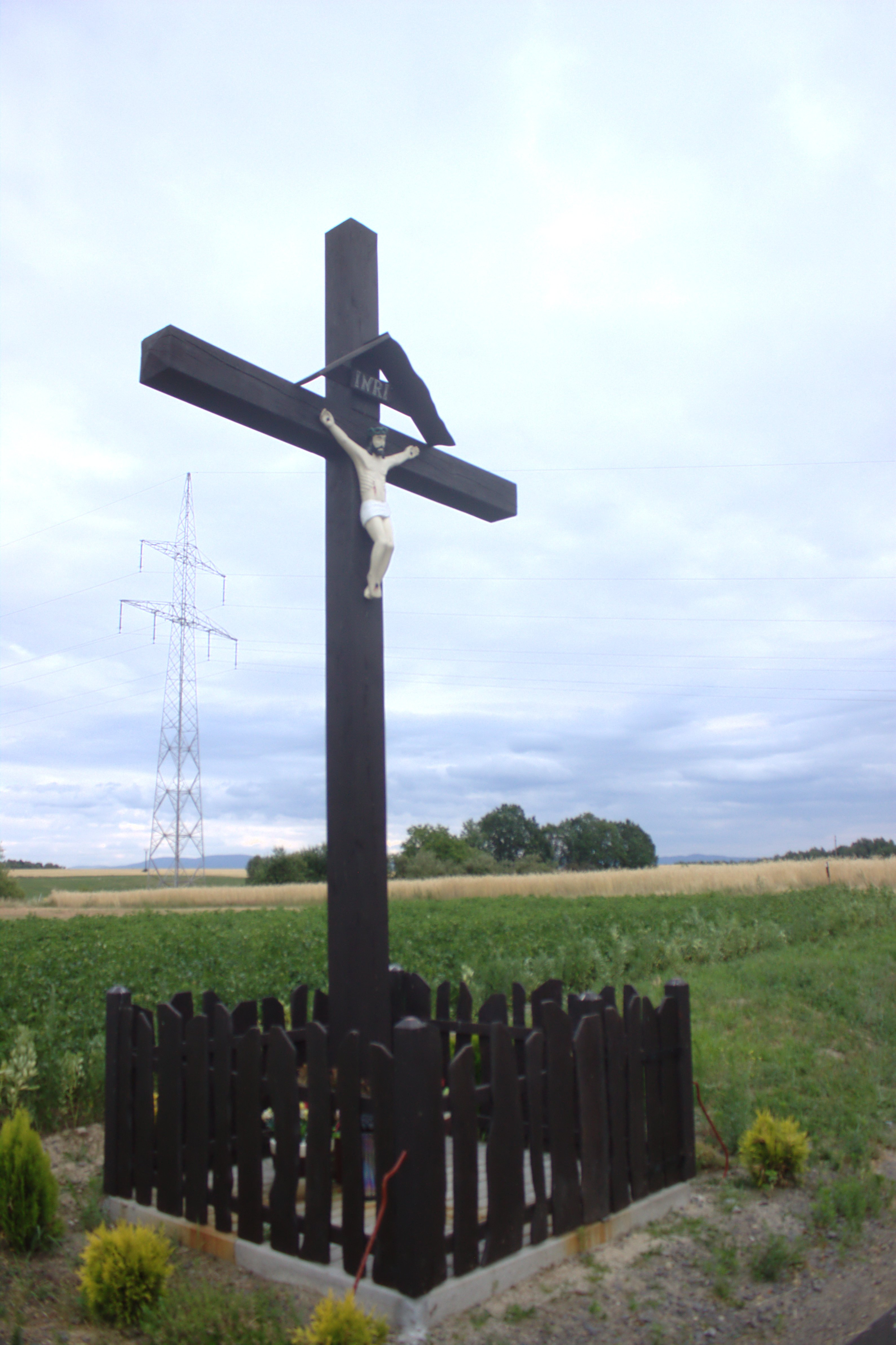
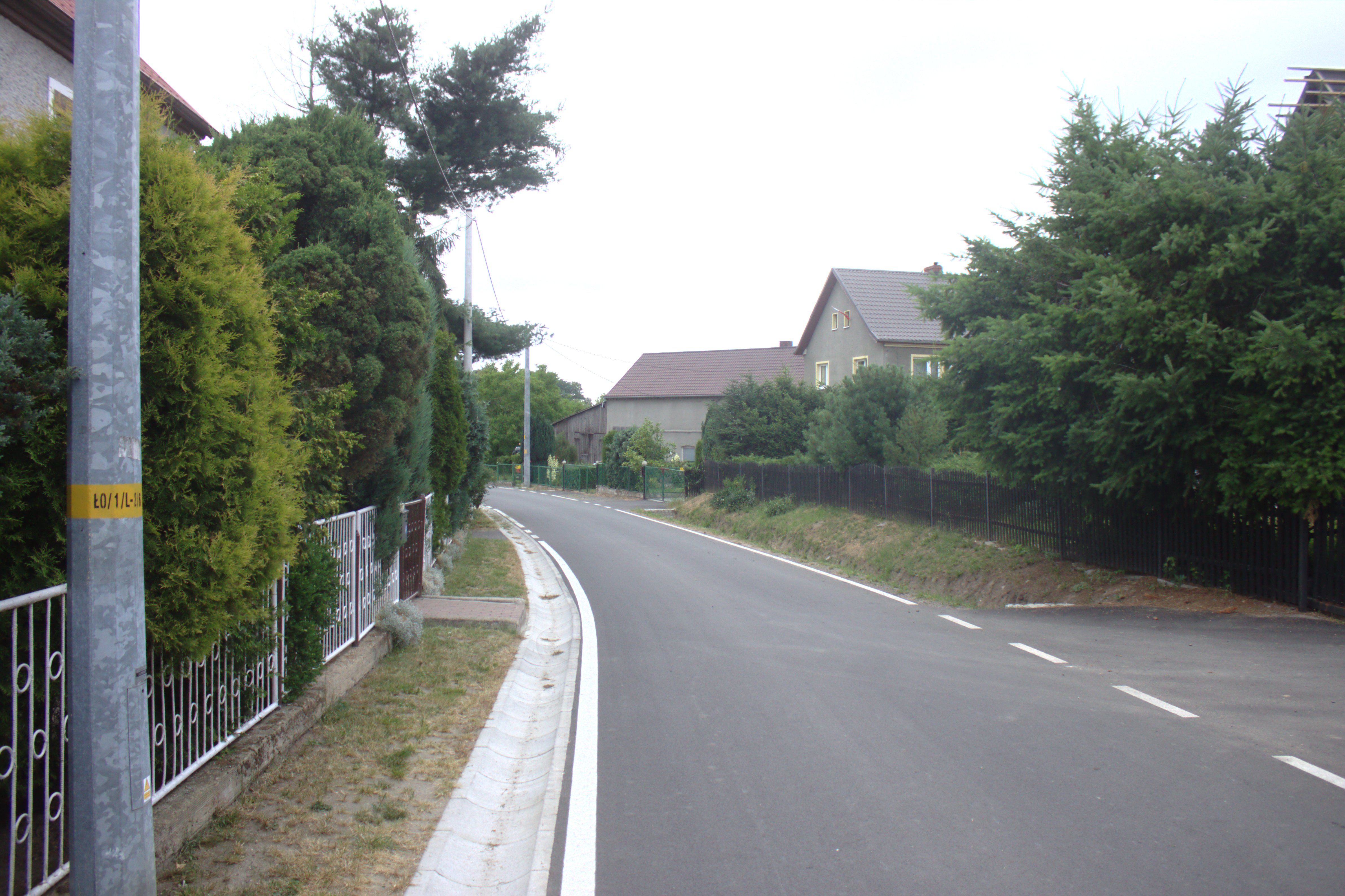